# Lissac-et-Mouret
Lissac-et-Mouret è un comune francese di 959 abitanti situato nel dipartimento del Lot nella regione dell'Occitania.

## Società

### Evoluzione demografica
Abitanti censiti